# 우정있는 설복
《우정있는 설복》(영어: Friendly Persuasion)는 1956년에 개봉한 미국의 남북 전쟁, 드라마 영화이다. 1957 칸 영화제 황금종려상 수상작이다.

## 줄거리
1862년 인디애나주 제닝스군에서, 제스 버드웰은 퀘이커 신앙이 음악과 경마를 향한 세속적인 즐거움을 향한 그의 사랑과 충돌하는 농부이자 버드웰 가문의 가장이다. 제스의 아내 엘리자는 퀘이커 교회의 목사로, 깊이 독실하며 폭력에 가담하는 것을 단호히 거부한다. 제스의 딸 매티는 퀘이커 교인으로 남고 싶어 하지만, 어머니의 뜻에 반하여 기병 장교 가드 조던과 사랑에 빠졌다. 제스의 큰아들 조시는 폭력에 대한 증오와 가족을 보호하기 위해 지역 방위대에 가입하여 침략자들과 싸워야 한다는 신념 사이에서 갈등한다. 가족의 막내인 "어린" 제스는 어머니의 애완 구스 (새)와 영원히 싸우는 중이다. 도망 노예 에녹은 그들의 농장에서 일하는 노동자이며, 그의 자녀들은 여전히 남부에서 노예로 살고 있다.
이야기는 퀘이커 교도들이 첫날(일요일) 예배에 가면서 신앙을 유지하려 노력하는 모습으로 시작된다. 이는 버드웰 가족의 이웃인 샘 조던과 인근 감리교회 교인들과 대조를 이룬다. 이야기는 연합군 장교가 회의를 방해하며 퀘이커 교도들이 아메리카 연합국 군대가 다가와 그들의 집을 약탈하고 가족을 위협할 때 어떻게 가만히 있을 수 있느냐고 묻는 순간 분위기가 바뀐다. 싸우는 것을 두려워하느냐는 질문에 조시 버드웰은 그럴 수도 있다고 대답한다. 그의 정직함은 그와 다르게 믿는 사람들을 비난하는 퀘이커 장로 퍼디의 분노를 유발한다.
한편, 퀘이커 교도들은 카운티 박람회의 유흥과 새로운 오르간(제스가 엘리자의 반대를 무릅쓰고 구매한)의 유혹에도 불구하고 그들의 방식을 유지하려고 노력한다. 출장 중에 제스는 허드스페스 미망인으로부터 새 말을 얻고, 주간 경마에서 샘을 이긴다. 어느 날, 제스가 밭을 갈고 있는데 지평선에 건물들이 불타고 있는 연기 구름을 발견한다. 조시가 도착하여 이웃 마을이 잿더미와 시체로 변했다고 말한다. 조시는 싸워야 한다고 믿는데, 이 신념은 가족을 파괴할 위협이 된다. 엘리자는 그가 그들의 종교에 등을 돌리는 것은 자신에게 등을 돌리는 것이라고 말하지만, 제스는 다르게 생각한다. 조시는 습격자들의 진격을 막는 전투의 최전선에 서게 되고, 옆에 있는 남자가 부상을 입었을 때만 총을 발사한다. 한편, 제스는 싸우기를 주저하다가, 가족 말이 기수 없이 농장으로 달려 돌아왔을 때에야 비로소 소총을 들고 전투를 향해 달려간다.
연합군 병사들이 농장에 도착했을 때, 엘리자와 어린 아이들만 있었지만, 엘리자가 현관에서 그들을 맞이하고 원하는 음식과 동물들을 가져가도록 환영하며 부엌에서 음식을 대접함으로써 가족과 농장은 구원받는다. 제스가 샘 조던이 죽어가는 것을 발견했을 때, 그는 "반란군"에게 기습당한다. 그는 죽은 척하다가 연합군 병사가 다가오자 그와 싸워 총을 빼앗지만, 결국 그를 자유롭고 다치지 않게 풀어준다. 그리고 조시가 부상당한 것을 발견하고 그를 집으로 데려온다.

## 한국판 성우진(KBS) (1982년 9월 11일)
- 유강진 - 제스(게리 쿠퍼)
- 장유진 - 엘리자(도로시 맥과이어)
- 배한성 - 조쉬(앤서니 퍼킨스)
- 박상일 - 샘(로버트 미들턴)
- 백진 - 퍼디(리처드 헤일)
- 송두석 - 퀴글리 교수(월터 캐틀렛)
- 김세한 - 가드(피터 마크 리치먼)
- 김정희 - 허즈페스 부인(마조리 메인)
- 노민 - 에녹(조엘 플럴런)
- 이향숙 - 제스(리처드 아이어)
- 장정진 - 하비 소령(데오도르 뉴턴) / 해설
- 권희덕 - 메티(필리스 러브)